# سيكلونيكيت
سيكلونيكيت أو سيكلونيت (بالإنجليزية: Ciclonicate)‏ أو ترانس-3،3، 5- تراي ميثيل سيكلوهكسيل النيكوتينيت (الاسم العلمي: 3,5,5-trimethylcyclohexylnicotinate)، هو حمض كربوكسيلي عطري وعضو من مجموعة البيريدين، ويعمل  كموسع للأوعية.

## الوصف
يعمل السيكلونيت كموسع للأوعية الدموية، ويستخدم في اضطرابات الأوعية الدموية الدماغية والطرفية ويُعطى عن طريق الفم. يقلل السيكولنيت بشكل ملحوظ من تحلل الدهون (lipolysis) القاعدي والمُحفز. كان أثر السيكلونيت المضاد لتكسير الدهون على الجرذان الصائمة لمدة 24 ساعة، طويل الأمد؛ فقد لوحِظ أن السيكلونيكات لا يؤثر على التحلل المائي للدهون الثلاثية  (triglyceride hydrolysis) فحسب، بل يؤثر أيضًا على استخدام  الأنسجة الدهنية للأحماض الدهنية الحرة.